# Parapenaeopsis aroaensis
Parapenaeopsis aroaensis is een tienpotigensoort uit de familie van de Penaeidae. De wetenschappelijke naam van de soort is voor het eerst geldig gepubliceerd in 1962 door Hall.